# João de Brito Vargas
João de Brito Vargas (Castro Verde, Alentejo, 24 de Maio de 1926 - Faro, Algarve, 6 de Fevereiro de 2005) foi um político português.

## Biografia

### Nascimento e primeiros anos
João de Brito Vargas nasceu em Castro Verde, na região do Alentejo, em 24 de Maio de 1926. Aos 14 anos de idade, mudou-se para a cidade de Faro, no Algarve.

### Carreira profissional, militar e política
João de Brito Vargas começou a trabalhar como aprendiz de mecânica, e frequentou a Escola Industrial e Comercial Tomás Cabreira.
Aos 18 anos, alistou-se na Força Aérea Portuguesa como voluntário, onde permaneceu durante cerca de quatro anos. Voltou a Faro, onde se empregou na Sociedade Portuguesa, tendo-se depois formado como Técnico Oficial de Contas. Formou depois a companhia Domotel, em sociedade com os seus filhos. Foi um dos fundadores do Cinema de Faro, em conjunto com Vitoriano Rosa. Também foi membro fundador do Círculo Teixeira Gomes - Associação pelo Algarve, e sócio fundador e membro dos corpos sociais da CIVIS - Associação para o Aprofundamento da Cidadania e da Cooperativa de Consumo Popular de Faro.
Foi um opositor ao Estado Novo, tendo sido preso três vezes nas décadas de 1950 e 1960, totalizando cerca de cinco anos de encarceramento. Este preso nos fortes de Caxias e Peniche. Após a Revolução de 25 de Abril de 1974, continuou a lutar pela consolidação pela democracia, tendo sido designado pelo Ministério do Trabalho como membro da Comissão Liquidatária da Federação e Grémios da Lavoura do Distrito de Faro. Ocupou igualmente a posição de deputado na Assembleia Municipal de Faro.

### Falecimento
João de Brito Vargas faleceu em 6 de Fevereiro de 2005, na cidade de Faro.

## Homenagens
Em 1993, João Brito Vargas foi homenageado com a Medalha Grau Ouro da Câmara Municipal de Faro, e em 2001 recebeu a Placa de Agradecimento da Civis, pelo seu papel na defesa da liberdade. Também foi homenageado pelo governo português, que lhe concedeu uma pensão vitalícia, no âmbito da Lei 171/77.
Em 2005, a associação Civis publicou o livro Um democrata: percurso de persistência e coragem: João Vargas 1926-2005.
A autarquia de Faro colocou o nome de João Brito Vargas numa rua em Faro, no âmbito das comemorações do 32º aniversário da Revolução de 25 de Abril.